# Allahu Akbar (Nationalhymne Libyens)
Allahu Akbar (arabisch الله أكبر) war der Titel der zwischen 1969 und 2011 gültigen Nationalhymne von Libyen. Sie wurde nach dem Sturz der Monarchie am 1. September 1969 eingeführt und löste die seit der Unabhängigkeit 1951 verwendete Nationalhymne Libiya, Libiya, Libiya ab. Auf Grund der panarabischen Vorstellungen des neuen Staatsoberhauptes Muammar al-Gaddafi wurde eine Hymne gewählt, die keinen direkten Bezug zum Land hatte. Das von Mahmoud El-Scherif verfasste und von Abdallah Schams El-Din vertonte Lied entstand 1956 als Marschlied der Ägyptischen Armee während der Sueskrise.
Der am 27. Februar 2011 gegründete Nationale Übergangsrat führte gemeinsam mit der alten Flagge des Königreichs Libyen auch die frühere Nationalhymne Libiya, Libiya, Libiya wieder als Staatssymbol ein.

## Text

### Arabisches Original
الله أكبر الله أكبر

𝄇 الله أكبر فوق كيد المعتدي

الله للمظلوم خير مؤيدي 𝄆

أنا باليقين وبالسلاح سأفتدي

بلدي ونور الحق يسطع في يدي

قولوا معي قولوا معي

الله الله الله أكبر

الله فوق المعتدي

الله أكبر الله أكبر

𝄇 يا هذه الدنيا أطلي واسمعي

جيش الأعادي جاء يبغي مصرعي 𝄆

بالحق سوف أرده وبمدفعي

وإذا فنيت فسوف أفنيه معي

قولوا معي قولوا معي

الله الله الله أكبر

الله فوق المعتدي

الله أكبر الله أكبر

𝄇 قولوا معي الويل للمستعمر

وﷲ فوق الغادر المتجبر 𝄆

الله أكبر يا بلادي كبري

وخذي بناصية المغير ودمري

قولوا معي قولوا معي

الله الله الله أكبر

الله فوق المعتدي

الله أكبر

الله أكبر

الله أكبر

الله أكبر

### Übersetzung
Allah ist der Größte! Allah ist der Größte!

𝄆 Allah steht über allen Listen der Angreifer,

Und Allah ist der beste Helfer der Unterdrückten, 𝄇

Mit Bestimmtheit und Waffen werde ich verteidigen

Mein Land, und das Licht der Wahrheit in meiner Hand leuchtend.

Lasst es uns gemeinsam rufen, lasst es uns gemeinsam rufen:

Allah, Allah, Allah ist der Größte!

Allah steht über allen Angreifern!

Allah ist der Größte! Allah ist der Größte!

𝄆 Oh Diesseits, sieh und höre:

Der Feind kam, meinen Tod begehrend, 𝄇

Ich werde mit Waffen und Verteidigung kämpfen,

Und wenn ich sterbe, werde ich ihn mit mir nehmen!

Lasst es uns gemeinsam rufen, lasst es uns gemeinsam rufen:

Allah, Allah, Allah ist der Größte!

Allah steht über allen Angreifern!

Allah ist der Größte! Allah ist der Größte!

𝄆 Lasst es uns gemeinsam rufen: Wehe den Kolonialisten!

Und Allah steht über den arroganten Eindringlingen. 𝄇

Allah ist der Größte, O mein Land!

Und nimm die Stirnlocke des Feindes und zerstöre es.

Lasst es uns gemeinsam rufen, lasst es uns gemeinsam rufen:

Allah, Allah, Allah ist der Größte!

Allah steht über allen Angreifern!

Allah ist der Größte!

Allah ist der Größte!

Allah ist der Größte!

Allah ist der Größte!